# Joachim Frank
Joachim Frank (Siegen, 12 september 1940) is een Duits-Amerikaans biofysicus aan de Columbia University (New York). In 2017 ontving hij samen met Jacques Dubochet en Richard Henderson de Nobelprijs voor Scheikunde. Hij heeft belangrijk onderzoek verricht naar de structuur en de functie van de ribosomen van bacteriën en eukaryoten.

## Biografie
Joachim Frank werd geboren in de Duitse stad Siegen. Na het behalen van een graad in de natuurkunde aan de Universiteit van Freiburg (1963) en het behalen van de graad Diplom (graad vroeger gebruikt in het Duitse onderwijssysteem) onder Walter Rollwagens mentorschap aan de Ludwig Maximilians Universiteit van München met de thesis Untersuchung der Sekundärelektronen-Emissie von Gold am Schmelzpunkt (1967) behaalde hij zijn doctoraat aan de Technische Universiteit van München (1970). Laatstgenoemde behaalde hij met het proefschrift Untersuchungen von elektronenmikroskopischen Aufnahmen hoher Auflösung mit Bilddifferenz - und Rekonstruktionsverfahren en het onderzoek voerde hij uit bij Walter Hoppe van het Max Planck Instituut voor Biochemie. Dit proefschrift behandelt het gebruik van digitale beeldverwerking en optische diffractie in de analyse van elektronenmicroscopische opnamen en de uitlijning van de afbeeldingen met behulp van de kruiscorrelatie.
Als "Harkness postdoctoral fellow" had hij de kans om twee jaar in de Verenigde Staten te studeren. Dit deed bij het Jet Propulsion Laboratory van het California Institute of Technology, het Donner Lab van de Universiteit van Californië, Berkeley en aan de Cornell University in Ithaca, New York. In de herfst van 1972 keerde hij kort terug naar het Max Planck Instituut voor Biochemie in Martinsried waar hij aan de slag ging als onderzoeksassistent. Hij werkte aan een theorie die betrekking heeft op de samenhang van deeltjes in een elektronenmicroscoop. In 1973 werd hij senior onderzoeksassistent bij het Cavendish Laboratorium van de Universiteit van Cambridge.
In 1975 kreeg hij een positie als senior onderzoeker bij het New York State Department of Health aangeboden. In 1985 werd hij benoemd tot universitair hoofddocent aan de nieuw gevormde afdeling Biomedical Sciences van de State University of New York at Albany. Het jaar erop volgde zijn benoeming tot hoogleraar. In 1998 werd hij aangesteld als onderzoeker bij het Howard Hughes Medical Institute (HHMI). Vervolgens werd hij in 2003 docent bij Columbia University. Aldaar werd hij in 2008 benoemd tot hoogleraar in de biochemie, de moleculaire biofysica en de biologische wetenschappen.

## Prijzen (selectie)
- 2006 fellow van de Amerikaanse Academie van Kunsten en Wetenschappen[10]
- 2006 Lid van de National Academy of Sciences[11]
- 2014 Benjamin Franklin Medaille in de Life Science van het Franklin Institute[12]
- 2017 Wiley Prize in Biomedical Sciences[13]
- 2017 Nobelprijs voor de Scheikunde[14]

## Publicaties (selectie)
Boeken
- Frank, Joachim (2014), Found in Translation – Collection of Original Articles on Single-Particle Reconstruction and the Structural Basis of Protein Synthesis, Singapore: World Scientific Press
- Frank, Joachim (2011), Molecular Machines in Biology: Workshop of the Cell, Cambridge: Cambridge University Press
- Glaeser, Robert M.; Downing, Ken; Chiu, Wah; Frank, Joachim; DeRosier, David (2007), Electron Crystallography of Biological Macromolecules, Oxford: Oxford University Press
- Frank, Joachim (2006), Electron Tomography (2nd ed.), New York: Springer
- Frank, Joachim (2006), Three-Dimensional Electron Microscopy of Macromolecular Assemblies (2nd ed.), Oxford: Oxford University Press

Artikelen
- Frank, Joachim (2015). "Generalized single-particle cryo-EM – a historical perspective". Microscopy. 65: 3–8.
- Frank, Joachim; Gonzalez, Jr., Ruben L. (2010). "Structure and dynamics of a processive Brownian motor: the translating ribosome". Annu. Rev. Biochem. 79: 381–412.
- Frank, Joachim; Spahn, Christian M.T (2010). "The ribosome and the mechanism of protein synthesis". Rep. Progr. Phys. 69: 1383–1417.
- Frank, Joachim (2009). "Single-particle reconstruction of biological macromolecules in electron microscopy -- 30 years". Q. Rev. Biophys. 42: 139–158.